# M'Baye Niang
Mbaye Hamady Niang, född 19 december 1994 i Meulan, är en fransk-senegalesisk fotbollsspelare som spelar för italienska Empoli. Han har även representerat det senegalesiska landslaget.

## Karriär
Den 31 augusti 2018 lånades Niang ut till Rennes på ett låneavtal över säsongen 2018/2019. I maj 2019 utnyttjade Rennes en köpoption i låneavtalet och Niang skrev då på ett fyraårskontrakt med klubben. Den 7 februari 2021 lånades Niang ut till saudiska Al-Ahli på ett låneavtal över resten av säsongen 2020/2021. Den 24 september 2021 gick Niang på fri transfer till Bordeaux, där han skrev på ett tvåårskontrakt med option på ett år till.
Den 16 augusti 2022 värvades Niang av Auxerre, där han skrev på ett ettårskontrakt med option på ytterligare ett år. Den 9 augusti 2023 värvades Niang av turkiska Adana Demirspor, där han skrev på ett tvåårskontrakt med option på ytterligare ett år.
Den 31 januari 2024 värvades Niang av italienska Empoli, där han skrev på ett halvårskontrakt med option på förlängning om vissa villkor uppfylls.